# Fabio Volo
Fabio Volo är en italiensk författare. Han föddes 1972 i Calcinate, Bergamo. Han arbetar också som skådespelare, radio och TV presentatör, manusförfattare och dubbare. Hans böcker är inte översatta till svenska.
Hans romaner har blivit storsäljare både i hans hemland Italien samt andra europeiska länder såsom Spanien. En av hans böcker, Il giorno in più, har filmatiserats och han spelade huvudrollen. Han presenterar radioprogrammet Il Volo del mattino i Radio Deejay. 

## Skönlitteratur

### Romaner
- Esco a fare due passi, A. Mondadori, 2001. ISBN 88-04-48394-6
- È una vita che ti aspetto, A. Mondadori, 2003. ISBN 88-04-50411-0
- Un posto nel mondo, A. Mondadori, 2006. ISBN 88-04-53879-1
- Il giorno in più, A. Mondadori, 2007. ISBN 978-88-04-57245-9
- Il tempo che vorrei, A. Mondadori, 2009. ISBN 978-88-04-59238-9
- Le prime luci del mattino, A. Mondadori, 2011. ISBN 978-88-04-61389-3

### Berättelse
- Dall'altra parte del binario, med italiensk tidningen Corriere della Sera, 2007
- La mela rossa, Milán, con el Corriere della Sera, 2008
- La mia vita, Milán, con el Corriere della Sera, 2011

## Filmografi

### Skådespelare
- Casomai (2002), regi av Alessandro D'Alatri
- Playgirl (2002), regi av Fabio Tagliavia
- La febbre (2005), regi av Alessandro D'Alatri
- Manuale d'amore 2 - Capitoli successivi (2007), regi av Giovanni Veronesi
- Uno su due (2007), regi av Eugenio Cappuccio
- Bianco e nero (2008), regi av Cristina Comencini
- Matrimoni e altri disastri (2010), regi av Nina Di Majo
- Figli delle stelle (2010), regi av Lucio Pellegrini
- Niente paura (2010), regi av Piergiorgio Gay
- Il giorno in più (2011), regi av Massimo Venier

### Manusförfattare
- Uno su due (2007), regi av Eugenio Cappuccio
- Il giorno in più (2011), regi av Massimo Venier

### Dubbare
- Opopomoz (2003), regi av Enzo D'Alò (som Farfaricchio)
- Kung Fu Panda (2008), regi av Mark Osborne och John Stevenson (som Po på italienska)
- Kung Fu Panda: i segreti dei cinque cicloni (2009), regi av Raman Hui (som Po på italienska)
- Kung Fu Panda 2 (2011), regi av Jennifer Yuh (som Po på italienska)

### TV
- Le iene, Italia 1 (1998-2001)
- Ca' Volo, MTV Italia (2001-2002)
- Il Volo, La7 (2001-2002)
- Il coyote, MTV Italia (2003)
- Smetto quando voglio, Italia 1 (2003)
- Lo spaccanoci, Italia 1 (2005)
- Italo Spagnolo, MTV Italia (2006)
- Italo Francese, MTV Italia (2007)
- Italo Americano, MTV Italia (2008)
- Volo in diretta, Rai 3 (2012)